# Utrechtský mír

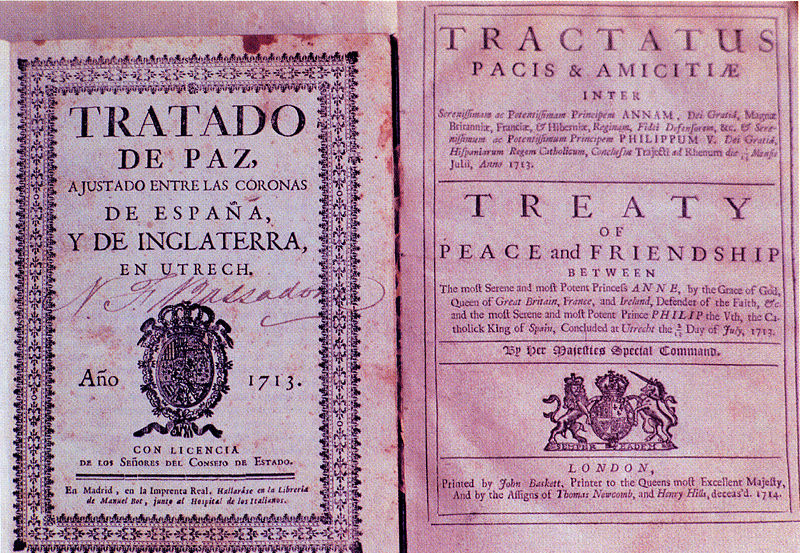
První vydání smlouvy vytisknuté vlevo roku 1713 ve španělštině, vpravo výtisk z roku 1714 v latině a angličtině

Utrechtský mír je označení pro mírovou smlouvu uzavřenou 11. dubna 1713 v nizozemském městě Utrecht mezi Francií a Španělskem na jedné straně a Velkou Británií, Nizozemím, Portugalskem, Savojskem a Pruskem na straně druhé.
Tato smlouva spolu s rastattským mírem dohodnutým později v březnu roku 1714 ukončovala válku o španělské dědictví a byla diplomatickým vítězstvím Velké Británie, která výrazně posílila své celkové pozice jak v Evropě, tak i v zámoří.
K jednání o míru, které začalo už v lednu 1714 dali podnět hlavně Britové, kteří nechtěli připustit výrazné posílení Habsburské říše a snažili se zabránit tomu, aby na španělský trůn usedl její nový vládce císař Karel VI. Ten byl do nečekané smrti svého bratra Josefa I. kandidátem protifrancouzské koalice na španělský trůn.

## Podmínky
Angličané touto dohodou získali:
- rozsáhlé území v dnešní Kanadě – oblast v Labradoru, kolem Hudsonova zálivu, Akádii a New Foundland
- prostřednictvím smlouvy se Španělskem ovládli Gibraltar a Menorcu a dostali možnost přímého obchodu se Západní Indií, jejich lodě na cestě tam už nemusely zastavovat ve španělském Cádizu
- výsadní právo na dovoz afrických otroků do španělských kolonií v Americe po dobu třiceti let
- uzavření výhodných obchodních smluv s Francií a jejími koloniemi a dále stržení její pevnosti Dunkerque
- v karibské oblasti ostrov Sv. Kryštof

Přínosem míru pro Holandsko bylo uzavření výhodných obchodních dohod s francouzským rivalem, kromě toho získalo bezpečnější jižní hranici, když později Rakousko získalo Španělské Nizozemí. Savojský vévoda Viktor Amadeus II. obdržel Sicílii a byla mu zaručena alpská hranice jeho státu, mimo to získal královský titul. Prusko se rozšířilo o oblast Neuchâtelu a Geldernu, jeho panovníkovi byl také potvrzen titul krále. Portugalsku byly garantovány hranice jeho kolonií v jižní Americe.
Francie i Španělsko musely slíbit, že španělský král Filip V. nikdy nezíská také francouzský trůn a nedojde tak k vzájemnému propojení obou zemí. Francouzské království také ztratilo pevnosti Mons, Tournai a Menin, obdrželo ale Lille. Španělskému království byly ponechány téměř všechny jeho kolonie.